# نلسون لوئیز کرچنر
نلسون لوئیز کرچنر (به پرتغالی: Nélson Luís Kerchner) مدافع اهل برزیل است که در شهر سائوپائولو و در تاریخ ۳۱ دسامبر ۱۹۶۲ به دنیا آمده‌است.
نلسون لوئیز کرچنر در تیم‌های فوتبال سائوپائولو، فلامینگو، کورینتیانس، باشگاه فوتبال کاشیوا ریسول سابقهٔ حضور دارد.